# Port Charles
Port Charles è stata una soap opera statunitense, ideata da Carolyn Culliton, Richard Culliton e Wendy Riche e prodotta dal 1997 al 2003, che nacque come spin-off di un'altra soap-opera, General Hospital (pure ambientata nella città immaginaria di Port Charles).

Tra gli interpreti, figurano: Susan Brown, Lynn Herring, Kin Shriner, Peter Hansen, Jennifer Hammon, Michael Dietz, Rib Hillis, Kimberlin Brown, Debbi Morgan, Brian Gaskill. 
Negli Stati Uniti, la prima puntata andò in onda sull'emittente televisiva ABC il 1º giugno 1997, l'ultima il 3 ottobre 2003, dopo che nel maggio dello stesso anno venne presa la decisione di cancellare la programmazione per il basso numero di ascolti.
In Italia, la soap opera è andata in onda per la prima volta su Rai 2 nell'estate del 2000, poi, sempre su Rai 2, nell'inverno del 2002. Entrambe le volte, la programmazione venne sospesa a causa dei deludenti dati d'ascolto.

## Descrizione
Le vicende si svolgono nella città immaginaria di Port Charles, non lontana da New York. I protagonisti sono quasi tutti medici o infermieri dell'ospedale cittadino: attorno a questi personaggi, ruotano storie d'amore e d'ambizione.